# Anne Riemersma
 Anne Moehlmann-Riemersma, née le 1er février 1954 à Slappeterp est une coureuse cycliste néerlandaise.

## Palmarès sur piste
- 1977
  - 2e du championnat du monde de poursuite
  - 2e du Championnat des Pays-Bas de l'omnuim
- 1978
  -  Championne des Pays-Bas de poursuite
  -  Championne des Pays-Bas de l'omnuim
  - 2e du championnat du monde de poursuite
  - 2e du championnat des Pays-Bas de vitesse
- 1979
  - 2e du championnat du monde de poursuite
  - 2e du Championnat des Pays-Bas de l'omnuim

## Palmarès sur route
- 1973
  - Victoire critérium : Laren
- 1974
  - Victoire critériums : Roden
- 1975
  - Victoires critériums : Bovensmilde, Schijndel
- 1976
  - Victoires critériums : Apeldoorn, Ede, Vught
- 1977
  - Victoires critériums : Assendelft, Hilversum, Nieuweschans, Strijen
- 1978
  - 1re étapes et 2e étapes des Journées Havro-Cauchoises
  - Victoires critériums : Assendelft, Dronten, Hoevelaken, Hoogeveen, Usquert, Wernhout
- 1979
  - Victoires critériums : Almelo, Alphen aan de Rijn, Apeldoorn, Beekbergen, Dronten, Ede, Haarlem, Heteren, Hoogeveen, Oeffelt, Roden, Berlicum, Zwijndrecht
- 1980
  - Victoires critériums : Berkel, Almelo, Apeldoorn, Bavel, Geffen, Handel, Heteren, Hoom, Vaassen, Vriezenveen